# 韓在奎
韓 在奎（ハン・チェギュ、1983年6月6日 -　）は、大韓民国・ソウル特別市出身のプロバスケットボール選手である。ポジションはパワーフォワード。197cm、99kg。

## 来歴
九老高校から慶熙大学を経て、2006年に来日し新潟アルビレックスBBに入団。秋田経済法科大学に単身で留学、新潟のトライアウトを受け合格し、プロ契約に至る。出場試合は少ないながらもレギュラーシーズン2位に貢献。
2007年、大阪エヴェッサに移籍。
兵役に就く為2008年退団。